# 曹銑 (劉宋)
陳留王曹銑（5世紀—473年10月3日），譙郡譙縣人，魏武帝八世孫，陳留王曹虔秀之子，南朝宋二王後之一。

## 生平
曹銑早年出繼已故伯父曹虔嗣為子。大明四年（460年），拜陳留王世子。大明六年（462年），陳留王曹虔秀去世。世子曹銑後襲封陳留王。
元徽元年八月二十六日（473年10月3日），曹銑去世。曹粲後襲爵。